# Krogulna
Krogulna (śl.: Krogulno, niem. Krogullno) – wieś w Polsce położona w województwie opolskim, w powiecie namysłowskim, w gminie Pokój, nad rzeką Stobrawą. Krogulna leży 3 kilometry na północny zachód od Pokoju, 18 kilometrów na południowy wschód od Namysłowa i 31 kilometrów na północ od stolicy województwa – Opola.
W pobliżu wsi przebiega droga wojewódzka nr 454.
Populacja wsi wynosi 283 osoby.

## Nazwa
Etymologia nazwy wsi wiąże się z przymiotnikiem pochodzącym od nazwy ptaka – krogulca.
W okresie hitlerowskiego reżimu w latach 1936-1945 miejscowość nosiła nazwę Stobertal.

## Historia
Najstarsza wzmianka o wsi pochodzi z roku 1309. Jako datę założenia wsi, źródła podają także XV wiek. W XVI wieku znajdowała się tutaj kopalnia rudy i piec do jej wypalania, a także fryszerka. Śladem tejże, są dziś wydobywające się z dna cieków wodnych i stawów, przetopione kawałki rudy żelaza. Na początku XVII wieku do majątku Krogulna należał także Nowy Folwark, zwany także gwarowo Nowe Budy, po niemiecku zaś Christianshof. Z niego rozwinęła się wieś Pokój, będąca dziś  siedzibą gminy. W drugiej połowie XVIII wieku zbudowano tutaj stawy hodowlane, będące obecnie w administracji Gospodarstwa Krogulna. Dane z 1880 roku wskazują, iż Krogulna zamieszkana była przez 682 osoby, w tym 354 wyznania ewangelickiego, znajdowało się tu 52 budynków (75 domostw), 59 osad i szkoła ewangelicka.

## Ciekawostki
We wsi znajduje się jedno gniazdo bociana białego.